# Emanation (Album)
Emanation ist ein Jazzalbum von Sam Rivers. Die am 3. Juni 1971 im Jazz Workshop, Boston, entstandenen Aufnahmen erschienen im Mai 2019 auf NoBusiness Records, als erste Folge des Sam Rivers Archive Project.

## Hintergrund
Das Trio, das Rivers zu Ende seiner Zeit von 1969 bis 1971 bei der Cecil Taylor Unit gegründet hatte, spielte im Februar 1971 im Bostoner Club Jazz Workshop. Auszüge aus einer Aufnahme dieser Auftritte fanden sich auf dem Rivers-Album Hues von 1973, das für viele zu dieser Zeit die Einführung in die improvisierte Trio-Musik von Rivers war, schrieb Daniel Barbiero. Ein späterer, umfassenderer Auftritt des Trios, der beim Montreux Jazz Festival im Juli 1973 aufgenommen wurde, wurde im selben Jahr als Streams veröffentlicht, sein erstes Album für Impulse! Records. „Aber hier, auf der Aufnahme aus dem Bostoner Jazz Workshop im Juni 1971, kann man eine vollständige Darbietung der Gruppe in einem frühen Stadium ihrer Entwicklung hören.“
Sam Rivers  hatte einen Großteil seiner Arbeit auf Tonband dokumentiert; in der vorliegenden ersten Folge des Sam Rivers Archive Project, einer auf acht Ausgaben geplanten Reihe, die vom Archivar Ed Hazell und dem Labelinhaber Danas Mikailionis produziert wird, spielte Rivers mit dem Bassisten Cecil McBee und dem Schlagzeuger Norman Connors. Diese Trio-Besetzung des Multiinstrumentalisten wurde später in den 1970er Jahren von der Formation mit Dave Holland und Barry Altschul in den Schatten gestellt, schrieb Bill Shoemaker. Produziert wurde die Original-Session von Ed Michel, der zu dieser Zeit für Impulse! arbeitete.
Das Album dokumentiert den gesamten Auftritt, der in zwei Abschnitte unterteilt ist. Die Dinge beginnen sofort: Rivers beginnt das Konzert, indem er mit einer unbegleiteten Tenor-Fanfare beginnt, worauf McBee und Connors sich hinter ihm einfinden. Während des Verlaufs wechselt Rivers vom Tenorsaxophon über Flöte zu Klavier und Sopransaxophon, genau wie er es dann auch bei Streams tat.

## Titelliste

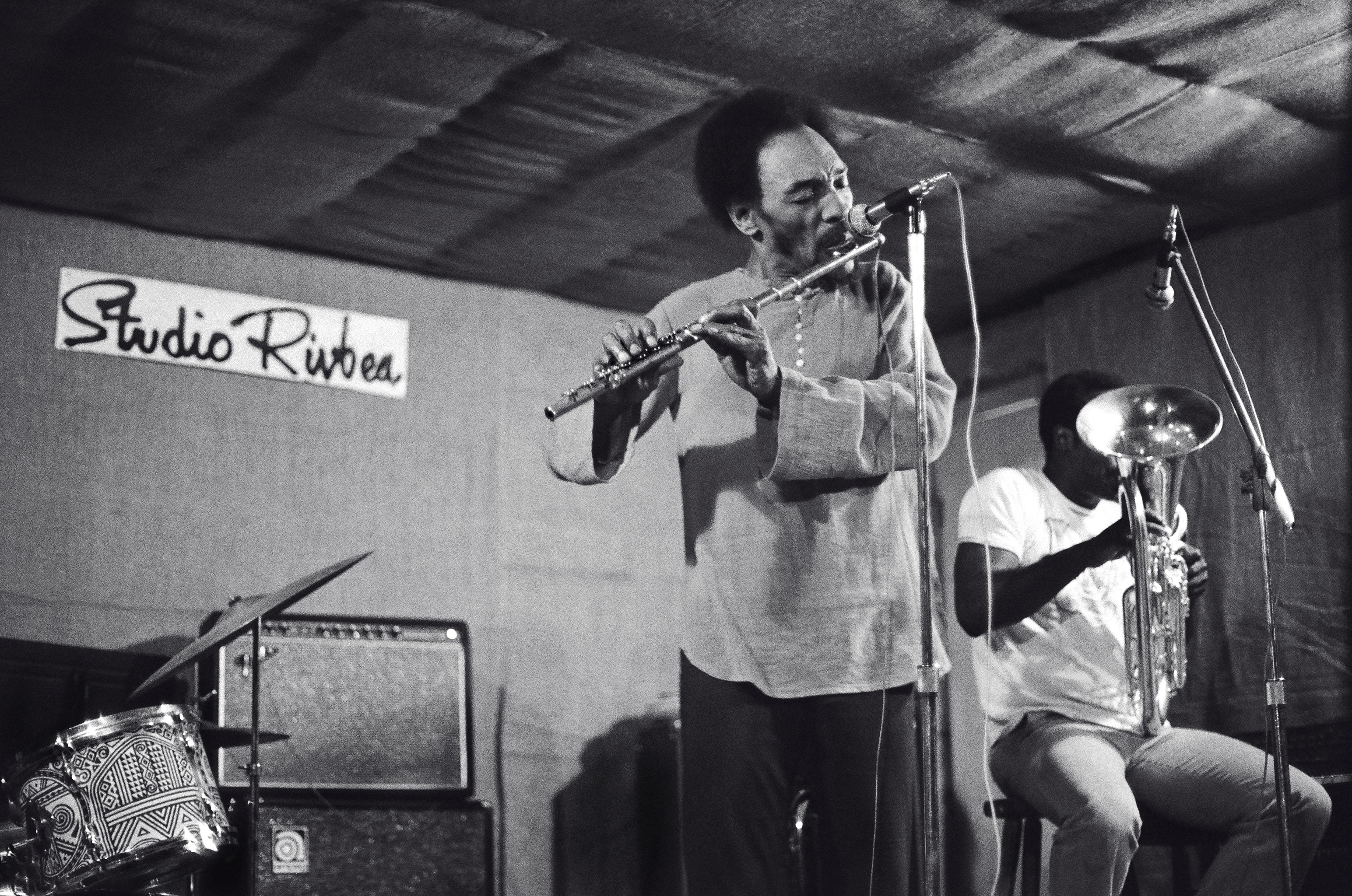
Sam Rivers (links) und Joe Daley bei einem Auftritt im New Yorker Studio RivBea 1976

- Sam Rivers Trio Featuring Cecil McBee and Norman Connors: Emanation (NoBusiness Records NBCD 118)[3]

1. Emanation Part I 	31:09
2. Emanation Part I 	45:32

## Rezeption
Nach Ansicht von Suzanne Lorge, die das Album für den Down Beat rezensierte, knistern die beiden Tracks des Albums vor Intensität, während Rivers mit seinen Instrumenten durch das unruhige Terrain zwischen Bop und Avantgarde, Klassik und Moderne navigiere. „Was mit einem einfachen (wenn auch out) melodischen Intro beginnt, geht in Kürze in kakophonische Pracht über. Aber in und zwischen den Quietschen und Schreien sind Momente von stiller impressionistischer Schönheit verborgen.“ Eine meisterhafte Darstellung sei dies, resümiert die Autorin.
Derek Taylor meinte in Dusted, Rivers einführende Tenor-Erkundung sei gleichzeitig unzeitgemäß und ganz bewusst mit Bass und Schlagzeug verbunden, die sich dann an der lebhaften Vorwärtsdynamik ausrichte. Es folgten zahlreiche Neukalibrierungen in Momenten, bei denen Rivers melodisches Material nach Lust und Laune aufgreife und verwerfe, während die Musik unerschütterlich vorangetrieben werde, ohne sie übermäßig zu dominieren, notierte Taylor. „Angesichts des Erfindungsreichtums während der gesamten Tenorpassage fühle sich die Verlagerung auf den ersten von zwei Flötenabschnitten nach einer virtuosen Solo-Aussage von McBee bittersüß an, wenn auch nur anfangs, da Rivers den Wechsel fast sofort mit mehr Einfallsreichtum rechtfertigt. Nach einer kurzen Pause setzen Bass und Schlagzeug ihre Geschäfte von ihren jeweiligen Ecken aus fort und unterstützen die Luftimprovisationen des Anführers durch reaktionsschnelle Expositionen, die aus tiefem Hören entstehen. Es folgen gleichermaßen überzeugende Segmente für Klavier und Sopran, aber die größte Überraschung kommt spät in der Aufführung, als Rivers, der wieder auf der Flöte spielt, seine Vertreibungen in delirirende Glossolalien zerbricht, unterbrochen von einem plötzlichen und warnenden Ruf.“
John Sharpe verlieh dem Album in All About Jazz mit vier Sternen und meinte, auf der Flöte spiele Rivers eher Folk-ähnlich und am  Bop orientiert. Wenn er zum Klavier wechselt, wo er sowohl an den frühen Cecil Taylor als auch an die klassische Romantik erinnere, wird der Hintergrund strukturierter und freier. Rivers belebe seine Linien ständig neu, arbeite in weiten Bögen ohne Sicherheitsnetz, verwende Licks und unzeitgemäße Figuren, um immer wieder neu zu beginnen, und spiegele gelegentlich seine Begleiter wider, insbesondere einige der rhythmischen Phrasen von Connors. In den ersten 20 Minuten des zweiten Teils spiele er ein zwitscherndes, heiseres Sopransaxophon wie ein Schlangenbeschwörer. Es gäbe einen elektrisierenden Abschnitt, in dem er noch einmal Flöte spielt, wo er die luftige tänzerische Atmosphäre mit immer lauteren Schreien unterbricht und in Schreien zu „Look out Motherfucka“ gipfelt, die den harmlosen Ton seiner Flötenarbeit voll und ganz glauben. Die Vokalschreie gehen weiter, auch von Connors und McBee dargeboten, als Rivers wieder abwechselnd zum Klavier wechselt, bevor er im Tandem mit Connors’ Schlagzeug endet.
Brian Marley (London Jazz News) notierte, innerhalb weniger Jahre würden die raueren Elemente der Performance weitgehend geglättet sein. Obwohl Emanation nicht von dem Kaliber seiner folgenden Alben sei, sei es ein wichtiges Dokument, das Rivers in seinem persönlichen Archiv der wichtigsten Aufführungen aufbewahrt habe.

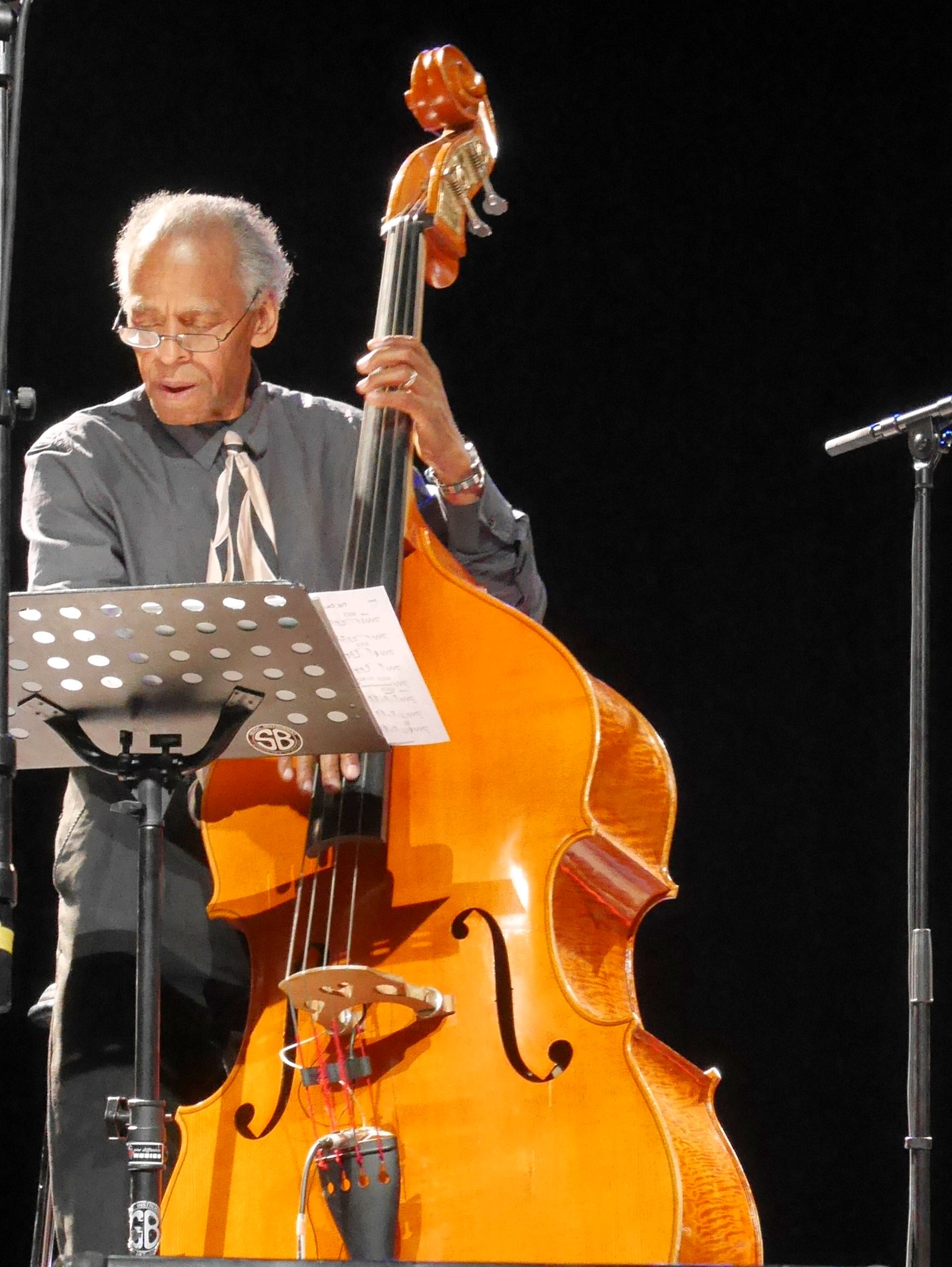
Cecil McBee (2016)

„Die beiden auf Emanations aufgenommenen Sets sind nicht nur für sich genommen wertvoll - die Musik ist erwartungsgemäß berauschend -, sondern auch für das, was sie über Rivers’ Ansatz zur freien Improvisation in einer kleinen Gruppe zeigen“, meint Daniel Barbaro. Beide Sets, von denen jedes als ein einziger langer Track präsentiert wird, „nehmen die mehr oder weniger spontan entstandene Struktur einer Suite an, deren Segmente durch die Wahl des Instruments von Rivers sowie durch ständige Änderungen von Tempo und Dynamik geprägt ist. Die Suiten-ähnliche Natur der Sets ist jedoch nicht nur eine Frage der Struktur,“ schrieb der Autor; „in jedem Abschnitt spinnt Rivers straff melodische Passagen aus, die dem Abschnitt ein unverwechselbares, thematisch zusammenhängendes Profil verleihen. Die Musik mag sich als Bewusstseinsstrom entfalten, aber sie ist fokussiert und verliert nie ihre eigene musikalische Logik aus den Augen. Es ist eine fokussierte Logik, die sich auch auf die Rhythmusgruppe überträgt. McBee und Connors unterstützen die Lead Line mit schnellen und langsamen Swing-Rhythmen, afro-latin-Grooves und Ostinati oder flüssigerem, metrumlosem Spielen an den Übergangspunkten der Musik. Darüber hinaus fügt McBees langes Solo während des ersten Sets dem Klang des gesamten Trios ein dramatisches Element von Timbre und dynamischem Kontrast hinzu.“